# Brand X
Brand X byla jazz fusion skupina založená v Londýně v roce 1974. Byla aktivní až do roku 1980, následně reformována mezi lety 1992 a 1999, poté byla aktivní po znovusloučení v roce 2016. Členy byli John Goodsall (kytara), Percy Jones (bass), Robin Lumley (klávesy) a Phil Collins (bicí). Jones byl jediným stálým členem skupiny v historii skupiny až do října 2020, kdy skupinu opustil. Zakládající člen skupiny John Goodsall zemřel 11. listopadu 2021.

## Historie

### 1974–1980: První inkarnace

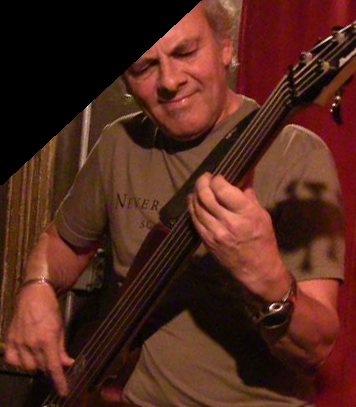
Spoluzakladatel skupiny Brand X Percy Jones

V roce 1974 začaly zkoušky pětičlenné instrumentální jazz fusion skupiny v Island Studios v Londýně, ve které byli hudebníci Percy Jones, baskytara a Phil Collins ze skupiny Genesis), bicí. Zajistili si nahrávací smlouvu s Island Records a připravili skladby pro studiové album, které původně obsahovalo i vokály. K vokálům vNicméně, vokály byly negativně přijaty od vedení Islandu, takže skupina musela napsat materiál nový, na návrh Richarda Williamsa z Island A&R. S Collinsem spojeným s jinými závazky, se v zakládající sestavě skupiny objevili Percy Jones, John Goodsall kytara, Robin Lumley klávesy a zpěv, Pete Bonas kytara, John Dillon bicí a perkuse a Phill Spinelli perkuse a sólový zpěv. Dillon odešel koncem roku 1974 a jeho místo zaujal v roce 1975 nově dostupný Collins. Tato čtveřice nahrála Unorthodox Behaviour v září a říjnu 1975 v Trident Studios s Jackem Lancasterem na saxofon. Byli pojmenováni Brand X poté, co zaměstnanec Island Records Danny Wilding zapsal „Brand X“, aby mohl sledovat jejich aktivitu v kalendáři studia, a jméno jim tak zůstalo zachováno. V rámci příprav na jejich nadcházející koncerty se k těm čtyřem do prosince 1975 přidal Geoff Seopardi na perkuse. Manažer Genesis Tony Smith se stal i jejich manažerem.
V souvislosti s úmrtím Johna Goodsalla, oznámili 14. listopadu 2021 Percy Jones a Robin Lumley na Facebooku, že skupina Brand X oficiálně končí a žádné aktivity se pod tímto jménem nebudou konat.

## Diskografie
Studiová alba
- Unorthodox Behaviour (1976)
- Moroccan Roll (1977)
- Masques (1978)
- Product (1979) - US No. 165
- Do They Hurt? (1980) - US No. 204
- Is There Anything About? (1982) UK #93
- X-Communication (1992)
- Manifest Destiny (1997)

Koncertní alba
- 1977 Livestock - largely recorded at Ronnie Scott's Jazz Club Aug/Sept 76 - US No. 204
- 1996 Live at the Roxy L.A. - recorded 23 September 1979 (taken from a band members' cassette from the venue's PA mixing desk)
- 2000 Timeline - live concerts 16 November 1977 Chicago & 21 June 1993 NYC
- 2017 But Wait... There's More! - LIVE 2017 - recorded on 6 January 2017 at the Sellersville Theatre, PA
- 2018 Locked & Loaded - recorded live June 2017, Longs Park Amphitheater, Lancaster, Pennsylvania

## Členové
Poslední členové skupiny
- Chris Clark – klávesy, synthesizéry (2016–2021)
- Scott Weinberger – perkusy (2016–2021)
- Kenny Grohowski – bicí (2017–2021)